# Dichotomius agenor
Dichotomius agenor là một loài bọ cánh cứng trong họ Bọ hung (Scarabaeidae).